# Białystoks och Gdańsks stift
Białystoks och Gdańsks stift (polska: Diecezja białostocko-gdańska; kyrkslaviska: Белостокскаѧ и҆ Гданьскаѧ є҆па́рхїѧ) är ett stift som tillhör den Polsk-ortodoxa kyrkan och som är en av kyrkans 6 stift.
Stiftets nuvarande (april 2025) biskop är Jakub Kostyuczuk.

## Historik
Białystoks och Gdańsks stift inträttades år 1951. Stiftets gränser fastställdes 1958.

## Områden
Stiftets områden innefattar Ermland-Masuriens vojvodskap, östra Pommerns vojvodskap och norra Podlasiens vojvodskap

## Bilder

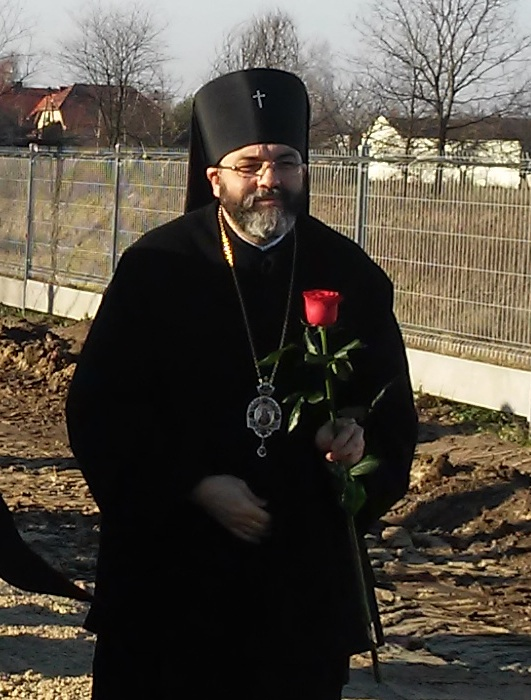
Stiftets biskop, Jakub Kostyuczuk.
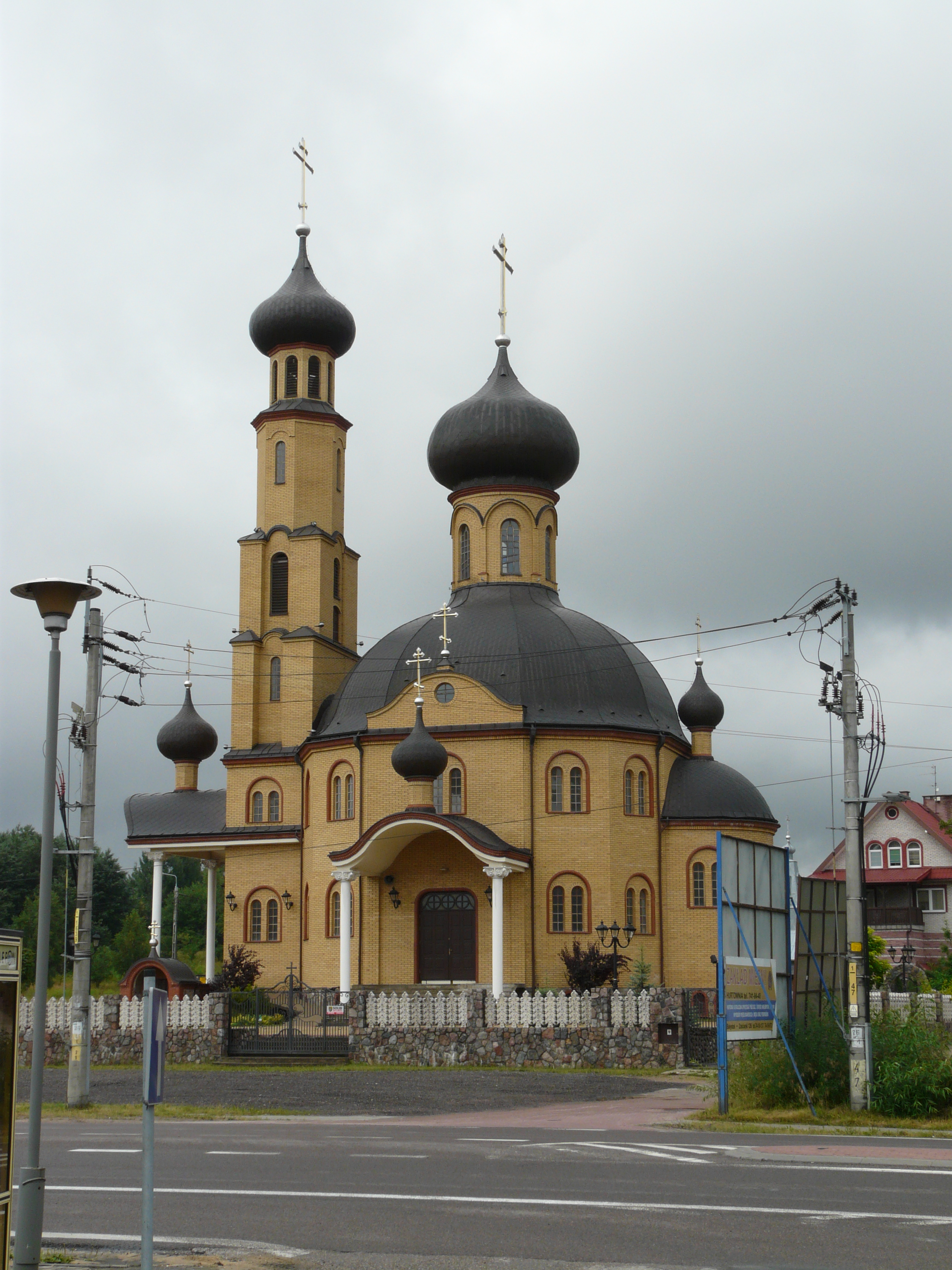
Helige martyren Pantaleons kyrka i Zaścianki.
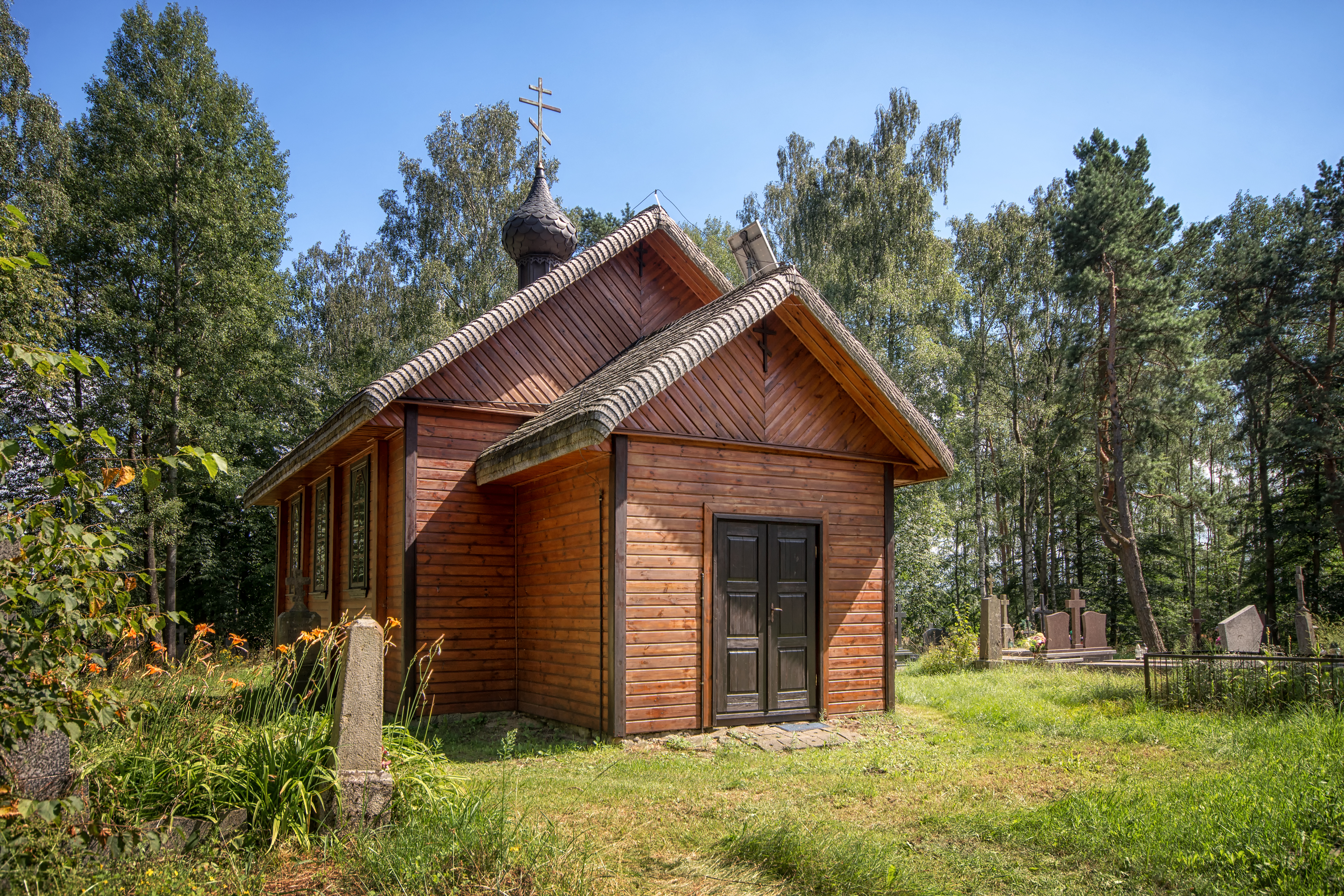
Heliga martyrerna Boris och Glebs ortodoxa kyrka i Jurowlany.